# Вазелін

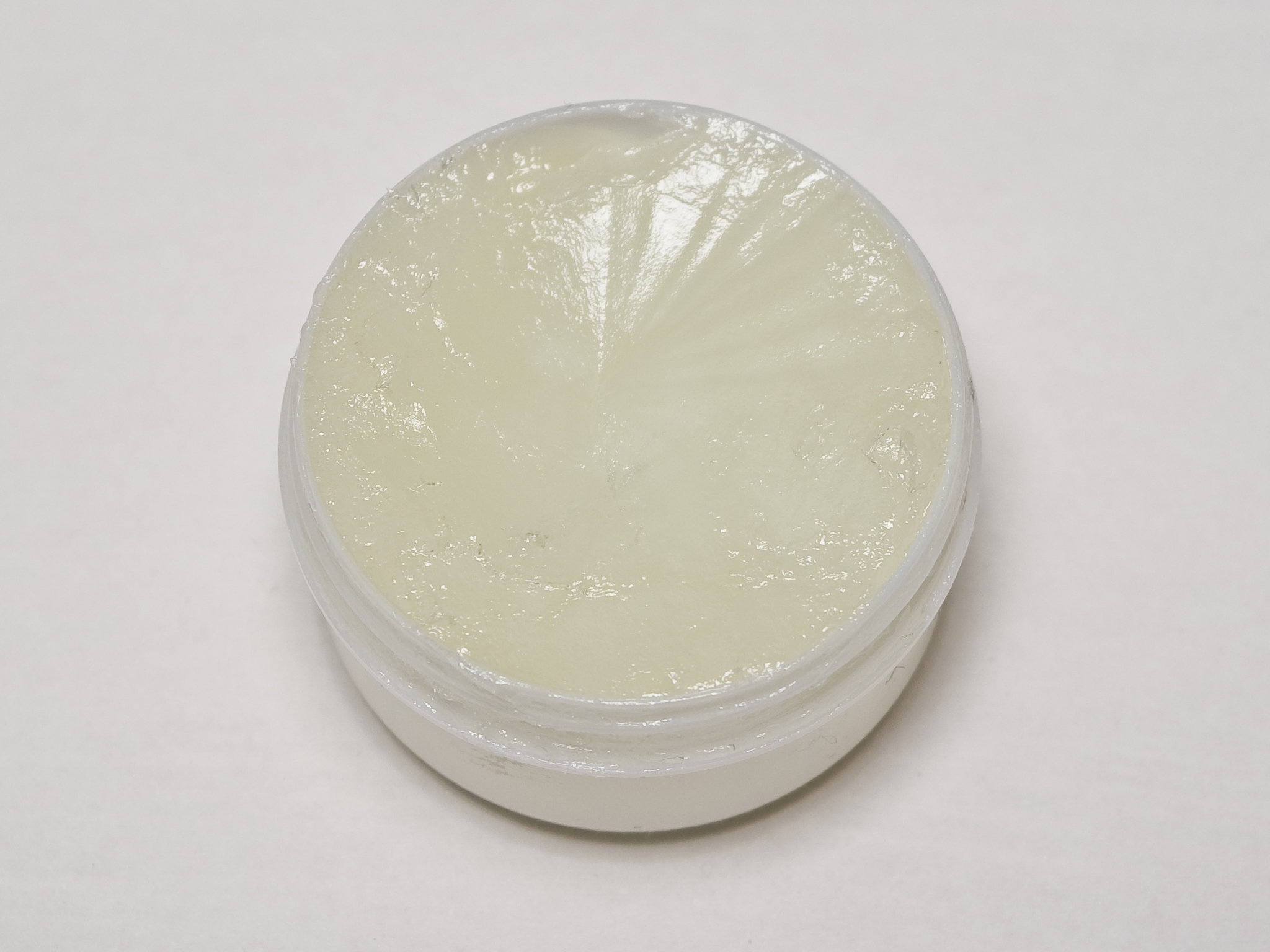
Вазелін

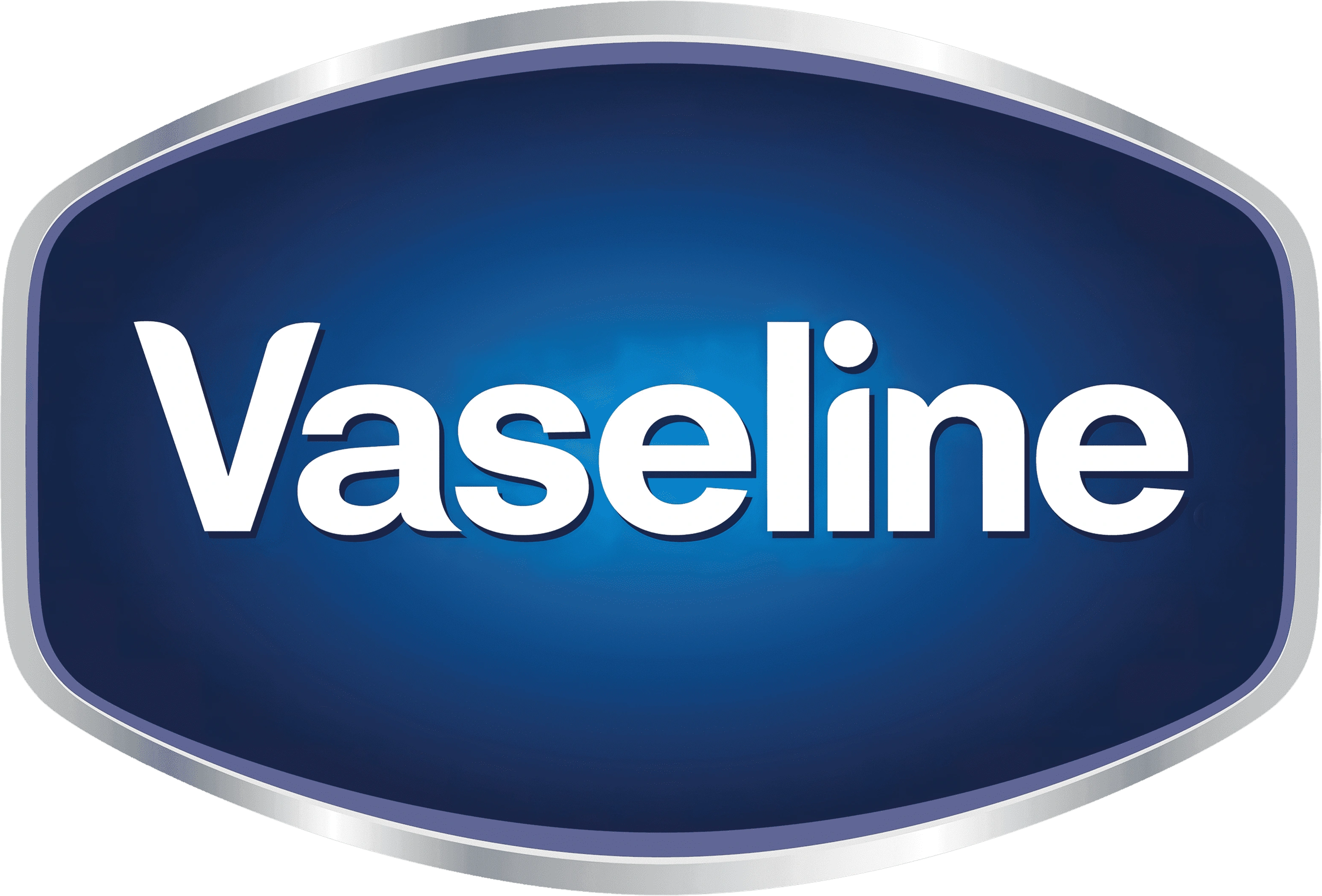
Логотип американського бренду Vaseline

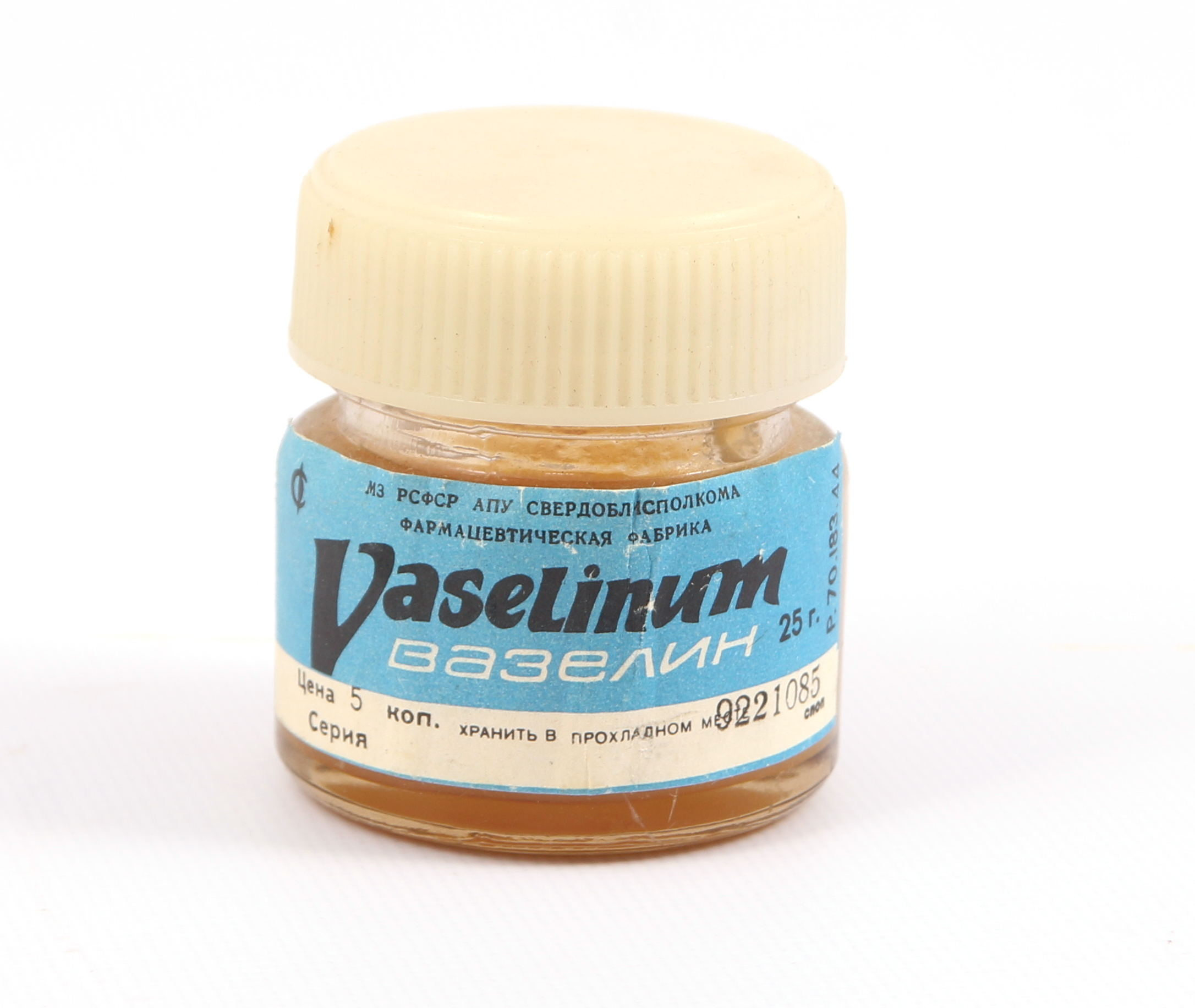
Радянський вазелін

Вазелін (парафін рідкий) — загальновживана назва суміші мінеральної оливи і твердих парафінових вуглеводнів: розплавленого парафіну, церезину або інших твердих вуглеводнів з важкою нафтовою оливою; добре очищеної (зазвичай — сірчаною кислотою). Отримав поширення наприкінці 19 століття в медицині, а після цього поширився й у техніці як змазка. Вазеліном часто називають «вазелінову олію» — рідкий парафін, очищена фракція нафти, також широко використовувана в медицині.
У Північній Америці продається під брендом Vaseline, що належить компанії Unilever.

## Назва
Слово «вазелін» на позначення нової мазі ввів в обіг в 1877 році американський аптекар з прізвищем Чізбро.

## Застосування
Застосовують для просочення паперу і тканин в електротехнічній промисловості, для змащування підшипників і приготування спеціальних мастил, для захисту металів від корозії, в медицині, косметиці.
Медичний вазелін використовується як препарат, що має пом'якшувальний вплив на шкіру; як основу мазей.
Вазелінова олія харчова (E905a) і вазелін (E905b) схвалені в Україні як харчової добавки.

## Інші застосування
Вата вмочена у вазелін використовується як запалювач для багаття.